# 박건호 (연출가)
박건호는 대한민국의 텔레비전 드라마 연출감독이다.

## 드라마
- 2022년 tvN 주말 미니시리즈 《슈룹》 ... 공동연출
- 2024년 tvN & TVING 월화 미니시리즈 《좋거나 나쁜 동재》 ... 연출